# Nicu Stoian
Nicolae „Nicu” Stoian (ur. 17 lutego 1957 w Rymniku) – rumuński siatkarz, reprezentant Rumunii, brązowy medalista igrzysk olimpijskich (1980).
Piłkę siatkową zaczął uprawiać latach szkolnych. W 1980 roku zdobył brązowy medal olimpijski w turnieju siatkówki halowej mężczyzn na igrzyskach olimpijskich w Moskwie. W turnieju tym zagrał we wszystkich sześciu meczach – w fazie grupowej przeciwko Libii (wygrana 3:0), Polsce (przegrana 1:3), Jugosławii (wygrana 3:1) i Brazylii (wygrana 3:1) oraz w półfinale przeciwko ZSRR (przegrana 0:3) i w meczu o 3. miejsce przeciwko Polsce (wygrana 3:1). Uczestniczył również w mistrzostwach świata w Argentynie w 1982 roku. Sportową karierę zakończył w 1994 roku.